# Reza Haghighi
Reza Haghighi Shandiz (en persa: رضا حقیقی شاندیز‎; Mashhad, Irán, 1 de febrero de 1989) es un futbolista iraní que se desempeña como centrocampista defensivo en el Sefid Jamegan de la Tercera División, cuarta categoría del fútbol iraní.

## Selección nacional
Fue internacional con la selección iraní en 8 ocasiones.

### Participaciones en Copas del Mundo
| Mundial                        | Sede   | Resultado      | Partidos | Goles |
| ------------------------------ | ------ | -------------- | -------- | ----- |
| Copa Mundial de Fútbol de 2014 | Brasil | Fase de grupos | 1        | 0     |

## Clubes
| Club               | País      | Año       |
| ------------------ | --------- | --------- |
| Payam              | Irán      | 2006-2009 |
| Fajr Sepasi        | Irán      | 2009-2012 |
| Persépolis         | Irán      | 2012-2014 |
| Padideh            | Irán      | 2015      |
| Saba Qom           | Irán      | 2015      |
| Suphanburi         | Tailandia | 2016      |
| Padideh            | Irán      | 2016-2017 |
| Shahrdari Mahshahr | Irán      | 2017-2018 |
| Sefid Jamegan      | Irán      | 2023-     |

## Palmarés

### Campeonatos nacionales
| Título        | Club  | País | Año  |
| ------------- | ----- | ---- | ---- |
| Liga Azadegan | Payam | Irán | 2008 |

### Distinciones individuales
| Distinción                                                   | Año  |
| ------------------------------------------------------------ | ---- |
| Mejor jugador asiático del mes de agosto según Goal.com Asia | 2012 |
| Parte del equipo del año de la Iran Pro League               | 2013 |